# Конституційна реформа в СРСР 1988
Конституційна реформа в СРСР 1988 — запроваджена з ініціативи генерального секретаря ЦК КПРС М.Горбачова реформа компартійно-радянської системи державної влади в СРСР. Діючи в рамках бюрократичної перебудови, реформатори прагнули пристосувати радянський лад до викликів сучасності шляхом демократизації політичного режиму. Насправді, однак, конституційна реформа 1988 перетворилася з традиційної для країни «революції згори» на некеровану «революцію знизу», яка розвалила Комуністичну партію Радянського Союзу, радянський соціально-економічний лад і створену володарями Кремля на території СРСР та країн Центральної і Східної Європи комуністичну імперію.
З приходом до влади М.Горбачова суспільство пов'язувало сподівання на докорінні політичні і соціально-економічні реформи. Воно не мало чітких уявлень про напрям і характер реформ, але ніхто не сумнівався в їх необхідності. «Ми чекаємо змін!» — так назвав свою пісню-хіт популярний тоді рок-співак В.Цой. Прагнучи відповідати суспільним настроям, новий лідер державної партії енергійно взявся за справу. Навколо нього згуртувалася невелика група політичних діячів, які вважали, що дальше гальмування реформ призведе до втрати впливу керівництва партії в суспільстві і до послаблення позицій Радянського Союзу на міжнародній арені.

## Кадрові зміни у вищому керівництві
Кадрові зміни у вищому керівництві, що були необхідні для забезпечення успіху реформ, М.Горбачов розпочав одразу після приходу до влади. Квітневий (1985) пленум ЦК КПРС перевів з кандидатів у члени політбюро В.Чебрикова і обрав членом політбюро секретаря ЦК М.Рижкова. На липневому (1985) пленумі ЦК був звільнений від обов'язків члена політбюро і секретаря ЦК у зв'язку з виходом на пенсію суперник М.Горбачова Г.Романов. Пленум ЦК обрав членами політбюро Є.Лігачова та Е.Шеварднадзе і звільнив М.Тихонова від обов'язків члена політбюро у зв'язку з виходом на пенсію. Посаду голови РМ СРСР зайняв М.Рижков.
Склад вищого органу компартійного керівництва продовжував інтенсивно оновлюватися і в наступні роки. З політбюро ЦК пішли Д.Кунаєв, А.Громико, В.Щербицький, М.Соломенцев, Г.Алієв. Новий генсек змінив персональний склад цього органу майже повністю, з попередніх його членів залишався тільки В.Воротніков, обраний на цю посаду 1983.
Інтенсивна кадрова чистка відбулася і в секретаріаті ЦК КПРС. З команди Ю.Андропова в ньому залишився тільки Є.Лігачов. Склад ЦК після XXVII з'їзду КПРС (1986) оновився майже наполовину. За наступні кілька років так само майже повністю був змінений склад 1-х секретарів партійних комітетів республіканських., обласних і районних рівнів. Це була найбільш масштабна після 1937–38 кадрова зміна в історії КПРС. Однак ефект її під кутом зору поставлених завдань виявився незначним. Більш молоде покоління парт. керівників було таким же консервативним, як і попереднє.

## Кампанія десталінізації
У безпосередньому оточенні ген. секретаря ЦК почалася боротьба між ортодоксами на чолі з Є.Лігачовим і реформаторами, яких очолював обраний до політбюро ЦК у черв. 1987 О.Яковлев. М.Горбачов залишався арбітром, але розумів, що його висуванці здатні у сприятливий для них момент поставити питання про заміну ген. секретаря. Апелювати до парт. низів у боротьбі з номенклатурою він поки що не міг: рядові партійці були в лабетах залізної статутної дисципліни. За цих умов М.Горбачов все частіше почав звертатися через голову секретарів партійних комітетів до суспільства. Започаткована ним кампанія десталінізації зустріла активну підтримку в колах ліберальної інтелігенції. Завдяки політиці гласності суспільство вперше почало знайомитися з реальною історією рад. часу.
Прагнучи зупинити потік публікацій, присвячуваних «білим плямам» в історії КПРС, Є.Лігачов ініціював появу 13 берез. 1988 в газ. «Советская Россия» листа ленінгр. викладачки Ніни Андреєвої під заголовком «Не можу поступитися принципами». Н.Андреєва вимагала припинити «очорніння історії КПРС». М.Горбачов спочатку не надав цій публікації серйозного значення. Незабаром, однак, він побачив, що партапарат почав використовувати її для розгортання кампанії, покликаної обмежити гласність і поставити політику перебудови в жорсткі рамки. З досить великим запізненням — тільки 5 квіт. — газ. «Правда» надрукувала редакційну статтю «Принципи перебудови: революційне мислення в дії», в якій виступ «Советской России» визначався як «маніфест антиперебудовних сил». Після цього вплив Є.Лігачова на політику Кремля різко послабився. Натомість істотно зріс вплив О.Яковлева.
М.Горбачов домігся від членів ЦК КПРС згоди на скликання в період між двома з'їздами (вони відбувалися через кожні 5 років) партконференції. Така конференція була йому потрібна, щоб заручитися підтримкою всієї партії на проведення реформ.
Готовність ген. секретаря до рішучих дій з метою подолати опір номенклатури назрілим реформам зустріла суспільну підтримку. У такій атмосфері відбулися вибори делегатів на XIX конференцію КПРС. Рядовим членам партії вперше була надана можливість вибору кожного делегата з кількох кандидатур при таємному голосуванні. Незважаючи на це, партапарат все одно в цілому забезпечив обрання потрібних йому кандидатів. Проте делегатами конференції стали також деякі реформатори, які здобули собі ім'я завдяки виступам у засобах масової інформації.
План М.Горбачова зводився до того, щоб перетворити Рад. Союз на «соціалістичну правову державу». Тим самим ген. секретар ЦК КПРС фактично визнавав, що очолювана ним держава правовою не була. І справді, її засновники приховували свою владу над партією і країною під евфемізмом диктатури пролетаріату, а їхні наступники у повоєнні десятиліття взагалі відмовилися від незручного слова «диктатура». Однак кожний громадянин СРСР знав, що партія в особі її керівників приймає закони, але стоїть над ними.
Винайдений В.Леніним політ. лад базувався на тандемі «партія–ради». Парт. частина тандему мала диктаторські функції, а радянська — розпорядчі. Рад. органи формувалися нас. на виборах, які не були вільними внаслідок застосування парткомами обмежувальних процедур. Парткоми визначали персональний склад рад та їхніх виконавчих к-тів і доручали останнім безпосереднє управління д-вою. За собою вони залишали прийняття політ. рішень, якими повинні були керуватися ради. Самі ж парт. к-ти, за винятком центрального, були провідниками, а не носіями диктатури. Повнота диктаторської влади зосереджувалася в Центр. к-ті, а точніше — у його постійно діючих органах — політбюро і секретаріаті. Передача рішень, які приймалися цими органами, а також контроль за їх виконанням здійснювалися відділами ЦК.
У цю систему влади М.Горбачов прагнув внести виборче начало, тобто поставити формування парт. і рад. органів у залежність від тих, хто їх обирав. Він домігся того, щоб січневий (1987) пленум ЦК КПРС ухвалив рішення про здійснення виборів до парт. комітетів на альтернативній основі при таємному голосуванні членів партії, і мав намір заручитися підтримкою парт. конференції для організації таких же вільних виборів у радянські органи влади всіма громадянами СРСР.
Тим часом партапарат спромігся вихолостити формулу вільних виборів делегатів XIX конференції КПРС. Щоб реально демократизувати політ. лад, треба було позбавити ради опіки з боку парткомів, або, як висловлювався генсек, забезпечити «повновладдя рад». Таким способом реформатори сподівалися покінчити з феод. за своєю природою взаєминами особистої відданості, які існували між функціонерами різних ланок компартійно-радянського апарату і перетворювали «внутрішню партію» на замкнений середньовічний орден (див. також Демократичного централізму принцип).
Компартійно-радянського система влади була олігархічною, і людина, яка посідала в ній найвищу сходинку, могла претендувати за відсутності масового терору тільки на роль координатора. Відчуваючи, що ця система влади вже давно вражена гниттям, М.Горбачов бажав знайти собі місце в реформованій системі, створюваній за його вирішальною участю.

## XIX конференція КПРС
XIX конференція КПРС відкрилася 28 черв. 1988. Гол. темою її порядку денного була політ. реформа. У доповіді М.Горбачов надав реформі оманливий вигляд повернення до форм організації влади, що були ліквідовані в ході проведення конституційної реформи в СРСР 1936. Винесена на розгляд партконференції форма організації влади справді нагадувала ленінську, але подібність була зовнішньою. Всесоюзні, республіканські і місцеві з'їзди рад, які скликалися 1917–36, були слухняними провідниками компартійної диктатури. Кожний крок їхньої діяльності суворо контролювався відповідним парткомом.
За концепцією М.Горбачова, вищим органом представницької влади ставав з'їзд народних депутатів. 2/3 депутатів з'їзду обиралися шляхом прямих і вільних виборів на основі альтернативності при таємному голосуванні. 1/3 депутатів висувалася офіційно зареєстрованими громад. організаціями — КПРС, Всесоюзною ленінською комуністичною спілкою молоді, профспілками, творчими спілками, наук. громадськістю тощо. Кожний номенклатурний працівник, який бажав стати народним депутатом, повинен був пройти через сито вільних виборів. Третина місць від громадських організацій, які надійно контролювалися апаратом, призначалася переважно для тих функціонерів вищого рангу, які остерігалися опинитися віч-на-віч з виборцями.
З'їзд мав збиратися кілька разів на рік, а його депутати повинні були працювати на своїх попередніх місцях роботи. З'їзд обирав Верховну Раду чисельністю до 400 депутатів — орган, який володів виключним правом приймати закони. Склад Ради повинен був щорічно оновлюватися за рахунок народних депутатів, щоб усі вони до нових виборів встигли попрацювати в постійно діючому законодавчому органі.
Якщо політ. реформа перетворювала Верховну Раду на єдине в країні джерело влади, то найвищим персональним посадовцем ставав голова парламенту, а не ген. секретар ЦК КПРС. М. Горбачов належним чином підготувався до виборів на з'їзд нар. депутатів, що були заплановані на 1989. Вересневий (1988) пленум ЦК дав ген. секретареві рекомендацію виставити свою кандидатуру на вакантну у зв'язку з переходом А.Громико на пенсію посаду голови президії ВР СРСР. Зайнявши цю посаду, М.Горбачов міг претендувати на підтвердження своїх повноважень під час формування на з'їзді народних депутатів СРСР нового складу Верховної Ради.
Конституційна реформа 1988 не зустріла чітко артикульованих заперечень на самій конференції. Частково це було пов'язано з вправністю, з якою спрямовував ген. секретар ЦК її хід. З його ініціативи дебати транслювалися по телебаченню, і кожен, хто виступав, не бажав позиціонувати себе як ворога реформ. Противники М.Горбачова могли лише висловлювати сумніви щодо чіткості цілей і орієнтирів, поставлених Центр. к-том і ген. секретарем ЦК. Найбільш резонансним був виступ письменника Ю.Бондарева, який порівняв проголошену перебудову з літаком, що піднявся в повітря, але не знає, де йому приземлитися.
Окрім того, представники номенклатури не сприйняли перехід влади від парт. к-тів до рад та їх виконкомів як надто велику новацію, оскільки звикли до того, що членство в радах різних рівнів завжди було доповненням до відповідної за рівнем парт. посади. У біографії багатьох з них рад. посади чергувалися з партійними і навпаки. Перехід з одного крісла в інше вважався для них непринциповим, тому що вони залишалися членами однієї «внутрішньої партії».
Можливі заперечення з боку тих, хто мав право голосу на партконференції в червні–липні й на позачерговій сесії Верховної Ради в листопаді 1988, стосовно того, що кандидати на керівні посади мали шукати підтримки у виборців, М.Горбачов передбачив завчасно й запобіг їм: представники номенклатури могли ставати нар. депутатами через громад. організації.
Під кутом зору «персонального крісла» конституційна реформа 1988 не була доленосною подією. Тому мало хто з представників номенклатури міг усвідомити її значення в трансформації компартійно-радянської системи влади.
М.Горбачов не допустив дискусії в питанні про політ. реформу. Проголошені ним тези були негайно проголосовані й прийняті при кількох голосах проти. Мало хто з делегатів партконференції побажав мати вигляд ретрограда, коли його ставили перед дилемою в питанні, чи варто віддавати владу народові. Коли питання ставилося руба, демагогічні виверти про народність компартійної влади не спрацьовували.
Тим часом ліквідація ленінського тандема «партія–ради» одразу ж позбавила комуніст. партію статусу держ. структури. КПРС практично негайно перетворилася на звичайну партію політичну і внаслідок цього втратила здатність контролювати хід подій у країні. І навпаки, ради, ставши повноцінними органами влади, негайно «втягнули в себе» всю «внутрішню партію». Номенклатурний клан десятиліттями формувався як монопольна конгрегація управлінців, без якої держ. життя в усіх його формах існувати не могло. Тому він залишився при владі в усіх регіонах країни, за винятком тих, де повномасштабна радянізація розгорнулася тільки в повоєнні десятиліття. Конституційна реформа 1988 навіть зміцнила цей клан, тому що очистила його від нагромадженого баласту вільними виборами.

## Пострадянський період
Початок пострадянського. періоду датується 1991 роком. Але насправді його слід датувати 1989–90 роками, тобто періодом, коли конституційна реформа 1988 запрацювала. Вибори 1989 на З'їзд народних депутатів СРСР і вибори 1990 в республіканські. та місцеві. органи влади створили нову політичну реальність, хоч її ще не усвідомили в повному обсязі ні всередині країни, ні за її межами. Замість тієї радянської влади, яка тримала кожного громадянина в цілковитій залежності від командного центру в Кремлі, в Радянському Союзі почала функціонувати демократична радянська влада, сформована самими громадянами на вільних виборах. Ця зміна, однак, маскувалася тим, що ті, хто обирав, і ті, кого обирали, керувалися звичними нормами поведінки. Зокрема, радянські органи влади, як і раніше, чекали керівних указівок від секретарів компартії. комітету, якому вони раніше підпорядковувалися.
Тим часом у процесі реалізації конституційної реформи 1988 компартійно-радянська. номенклатура якщо не зрозуміла, то відчула, що «загальнонародна власність» втратила статус власності тоталітарної держави, тобто власності одного сукупного власника — керівництва державної партії, і може бути приватизована (див. Приватизація). Не гаючи часу, вона почала привласнювати все, що могла. До таких дій підштовхувало й те, що, втрачаючи свою посаду, номенклатурний працівник будь-якого рівня одразу позбавлявся набутого соціального статусу та звичних засобів до існування.
Соціально-економічний лад СРСР, який уже давно був у стані перманентної кризи, почав агонізувати разом з агонією КПРС.